# 斯坦丘盧伊鄉
43°59′N 23°52′E / 43.983°N 23.867°E
斯坦丘盧伊鄉（羅馬尼亞語：Comuna Valea Stanciului, Dolj），是羅馬尼亞的鄉份，位於該國西南部，由多爾日縣負責管轄，處於布加勒斯特以西190公里，每年平均降雨量906毫米，海拔高度76米，2007年人口5,942。